# Glochidion moorei
Glochidion moorei är en emblikaväxtart som beskrevs av Ping Tao Li. Glochidion moorei ingår i släktet Glochidion och familjen emblikaväxter. IUCN kategoriserar arten globalt som livskraftig. Inga underarter finns listade i Catalogue of Life.